# World Marathon Challenge

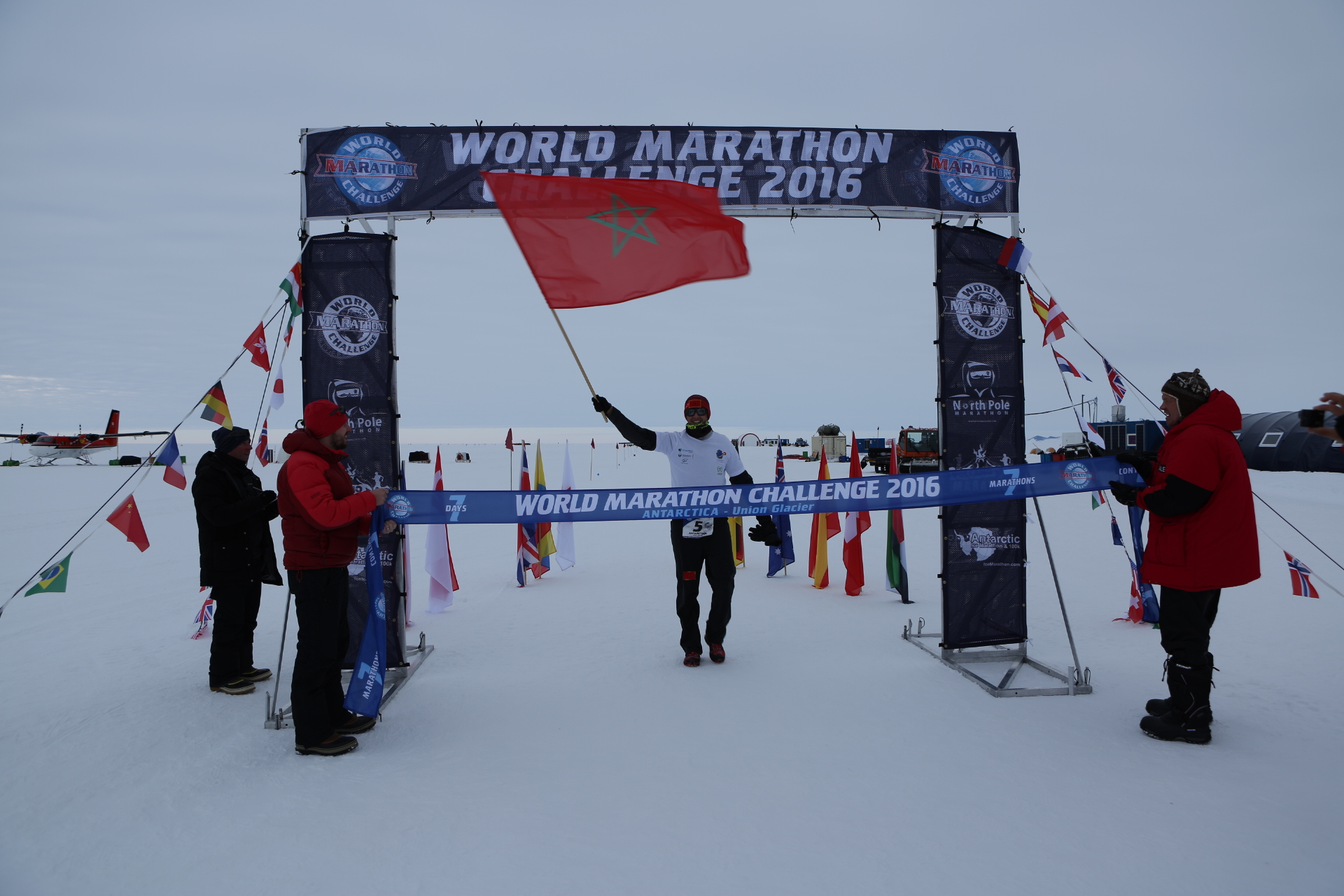
Hassan Baraka lors de son arrivée de la première étape du World Marathon Challenge (7 Marathons en 7 jours consécutifs sur 7 Continents).

Le World Marathon Challenge (« Défi mondial du marathon ») est une compétition de 7 marathons (42,195 km) sur sept continents en sept jours.

## Histoire
Le premier World Marathon Challenge a lieu en 2015, commençant en Antarctique  le 17 janvier 2015 et se terminant à Sydney,[Quand ?]. L'événement inaugural combine les résultats des courses de l'Antarctique, du Chili, des États-Unis, de l'Espagne, du Maroc, des Émirats arabes unis et de l'Australie,. David Gething remporte l'épreuve inaugurale avec un temps total de 25 heures, 36 minutes et 3 secondes pour l'ensemble des sept courses et une moyenne de 3 h 39 min 26 s par course, dans une épreuve qui comprend onze autres coureurs, dont dix d'entre eux de sexe masculin. Afin d'atteindre toutes les étapes de la compétition, les participants ont parcouru un total de 38 000 kilomètres. Après la réussite de cet événement, Getthing déclare : « Une partie de mes orteils sont perdus pour les gelures [sic], tous les tendons de mes pieds ont disparu. »
L'épreuve de 2016 débute le 23 janvier et comprend les 7 marathons certifiés dans l'Union Glacier (en) (Antarctique), à Punta Arenas (Chili), Miami (États-Unis), Madrid (Espagne), Marrakech (Maroc), Dubaï (Émirats arabes unis) et Sydney (Australie). L'inscription à l'événement est de 32 000 €. En 2016, Becca Pizzi est la première femme Américaine à terminer la course, avec un temps total de 27 h 26 min 15 s et une moyenne de 3 h 55 min 11 s. Le capitaine du Corps des Marines des États-Unis, Daniel Cartica, remporte la course avec un temps total de 24 h 46 min 56 s pour un temps moyen de 3 h 32 min 25 s, surclassant les treize autres coureurs et établissant un nouveau record du monde pour l'épreuve,,,.
La 3e édition de l'épreuve commence le 23 janvier 2017 pour se terminer le 29 janvier avec 33 participants. Le vainqueur, Michael Wardian, un ultra-marathonien américain de 42 ans, boucle les 7 marathons sur un rythme moyen de 2 h 45 min 56 s par marathon, nouveau record de l’épreuve. Chez les dames, c’est la chilienne Silvana Camelio qui remporte l'épreuve avec 4 h 12 min 36 s de moyenne par marathon.

## L'épreuve
L’épreuve en quelques chiffres (2017) :
- 168 heures au total,
- 55 heures de déplacement en avion,
- 30 heures de course,
- 75 000 € (dont 36 000 € pour le dossard), c’est le coût approximatif de l’aventure - souvent financée par des sponsors,
- 33 participants en 2017,
- 12 nationalités en 2017 (mais pas de Français cette année-là).

En 2019, la Française Stéphanie Gicquel y participe et termine à la troisième place féminine,,.